# Estació l'Énova-Manuel
L'Énova-Manuel és una estació ferroviària situada en el municipi espanyol de l'Énova —prop de Manuel—, a la província de València, Comunitat Valenciana. Les instal·lacions van ser obertes al públic en 2009. Forma part de la línia C-2 de rodalia València operada per Renfe. Compta també amb serveis de mitjana distància.

## Situació ferroviària
Es troba en el punt quilomètric 65 de la línia fèrria d'ample ibèric Madrid-València.

## L'estació
Va ser inaugurada el 10 de juliol de 2009 amb l'obertura de la variant de Manuel i l'Énova. La seva construcció es deu a l'intens trànsit ferroviari que transcorria per la localitat de Manuel i que superés els dos-cents trens diaris. El nou traçat va suposar la desaparació de set passos a nivell i la construcció d'una nova estació que substituïa a l'antiga estació de Manuel-L'Énova, fora de servei després del canvi de traçat.
El nou recinte és de planta única i té una superfície útil de 300 metres quadrats. La seva façana està revestida amb pedra calcària natural. Té dues andanes, tipus central, de 260 metres de longitud, amb dues vies d'ample de 1668 mm. Compta amb una àmplia marquesina de 90 metres de longitud així com un pas subterrani i ascensors. En l'exterior existeix un aparcament habilitat que consta de 114 places, quatre d'elles reservades per a minusvàlids.

## Serveis ferroviaris

### Rodalia
Els trens de rodalia de la línia C-2 tenen parada en l'estació.
| procedència/destí | < estació    | Línia | estació > | destí/procedència |
| ----------------- | ------------ | ----- | --------- | ----------------- |
| València-Nord     | Pobla Llarga | C-2   | Xàtiva    | Moixent           |

### Mitjana Distància
Algunes de les relacions que uneixen València amb Alcoi s'aturen a l'Enova-Manuel.
| Línia MD | Trens    | Origen/Destí |  | Destí/Origen |
| -------- | -------- | ------------ |  | ------------ |
| 47       | Regional | València     |  | Alcoi        |